# Francesco Botti

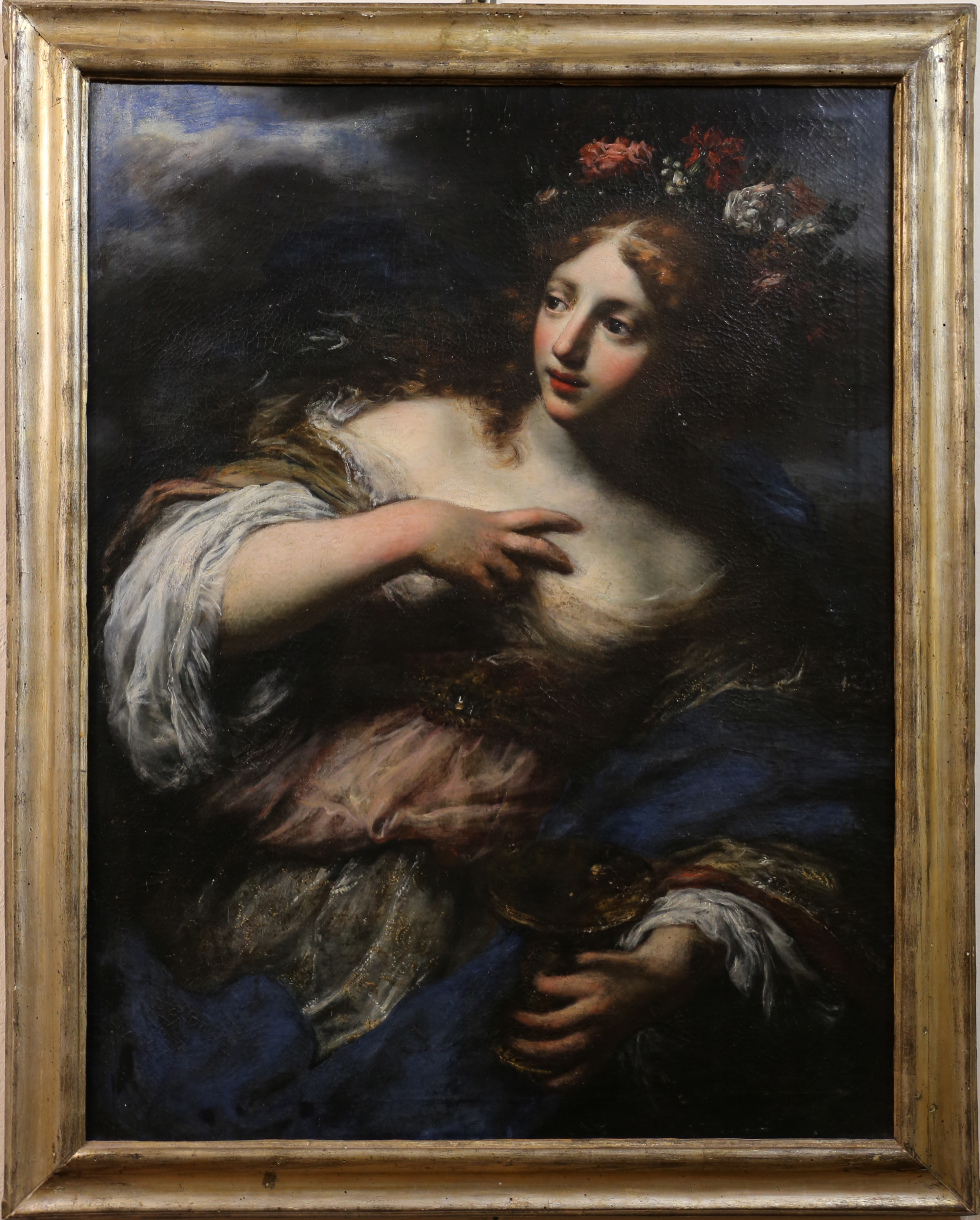
Francesco Botti, Sofonisba, Museo Civico Pinacoteca Crociani, Montepulciano

Francesco Botti (Firenze, 1640 – Firenze, 1711) è stato un pittore italiano.

## Vita e opere

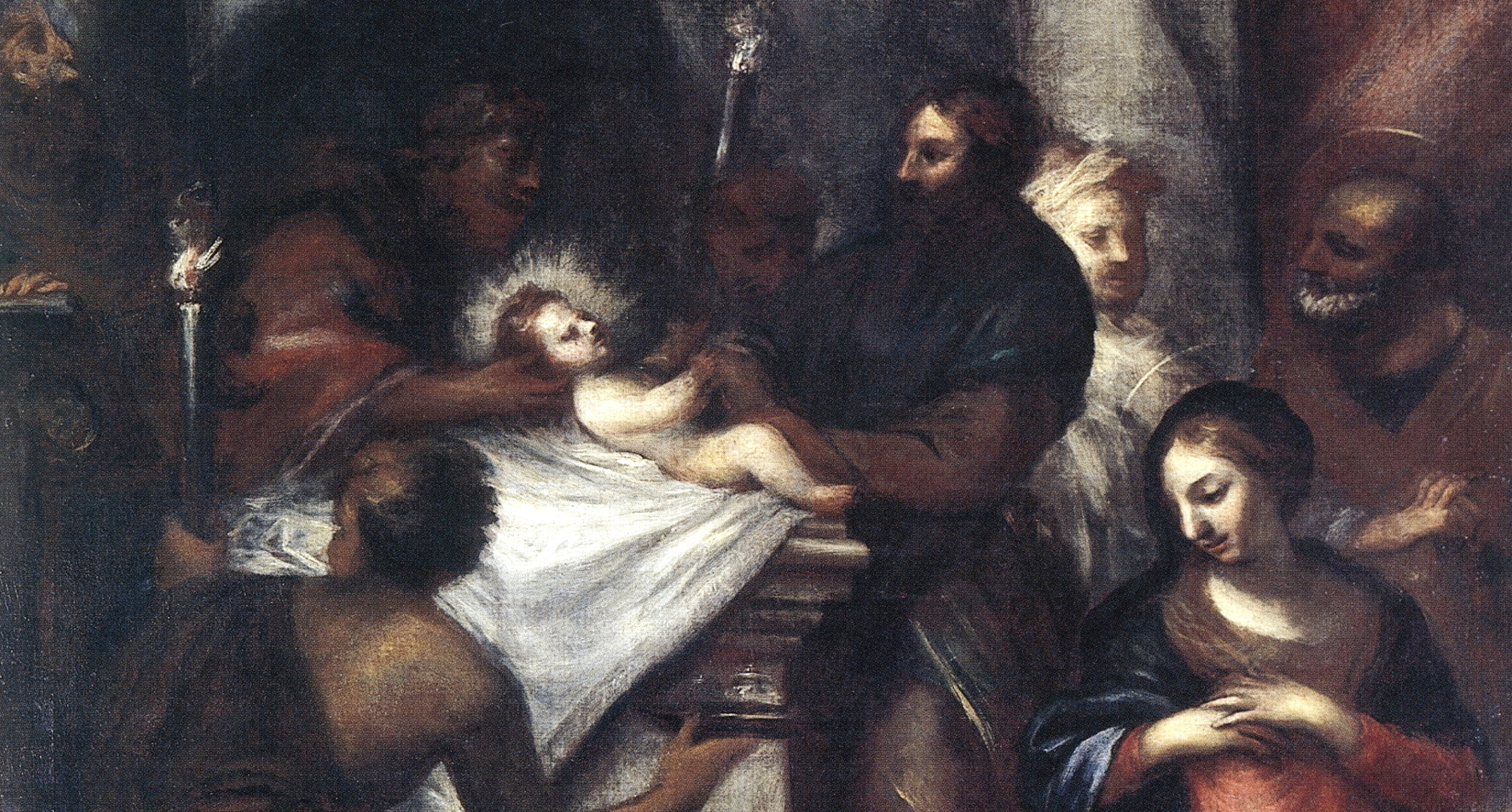
Francesco Botti, Circoncisione di Gesù, particolare, Chiesa del Gesù, Pratovecchio

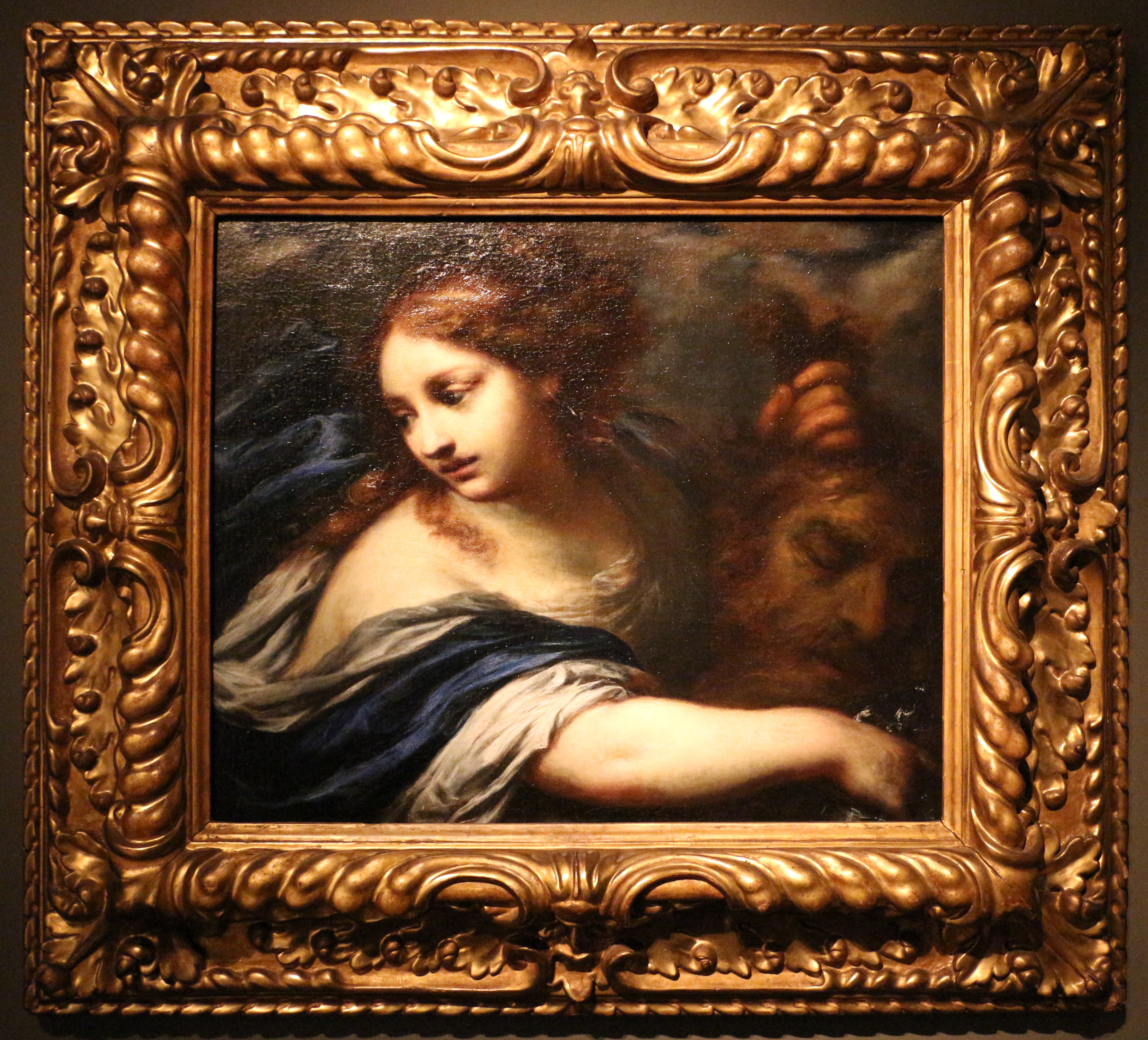
Francesco Botti, Giuditta e Oloferne

Due imponenti tele con La Natività e L'Estasi di Santa Margherita si trovano nella Cappella Corsini di Santo Spirito della omonima chiesa a Firenze.
Considerata una delle personalità più interessanti e rappresentative nel panorama della pittura fiorentina del Seicento, anche se della vita di questo pittore ci sono pervenute poche testimonianze documentarie. Le più esaustive sono inserite nel Catalogo dei pittori fiorentini del Seicento di Sandro Bellesi, figlio di Giacinto Botti, anche lui di professione pittore, Francesco fu battezzato da Francesco Furini il prete-pittore amico del padre; probabilmente il suo nome è stato dato proprio in onore di colui che aveva celebrato il battesimo. L’inizio di una sua originale carriera al di fuori dell'atelier di Simone Pignoni avvenne probabilmente intorno al 1678 anno in cui fu immatricolato presso l’Accademia del Disegno. Si formò dunque alla scuola del Pignoni, di cui fu allievo prediletto, fu infatti obnubilato per lungo tempo dalla fama del maestro. Anche se dopo un lungo periodo di alunnato iniziò una sua originale carriera. 
Il viaggio a Roma, compiuto nel 1700, modificò lo stile dell'artista in direzione classicista. 
Alcune delle sue prime opere furono per lungo tempo attribuite allo stesso Pignoni. Molte delle sue tele trattano di temi mitologici come Diana e Atteone, Sofonisba, nel Museo civico di Montepulciano e Il giudizio di Paride. Si ricorda anche un'allegoria della Geometria, oggi al Museo di Beaux Arts di Arras. Una tela molto citata si trova nella Chiesa di Santa Maria di Candeli e rappresenta i Santi dell'Ordine Agostiniano, ma furono, in un secondo tempo sostituita con una tela di Agostino Veracini.. Le sue opere sono conservate nella Basilica di San Marco di Firenze, nel Cnovento di Santo Spirito, nel Museo di Palazzo Pretorio a Prato e nella Camera dei Deputati a Roma. Un suo autoritratto si trova nella Galleria degli Uffizi e già nell'800 viene definito:
(Reale Galleria di Firenze illustrata, Firenze 1833)
Alcune tele raffiguranti le Storie di Santa Rosalia si trovano nella cappella della villa le Coste a Fiesole, sede dell museo e Fondazione Primo Conti a Fiesole.
Fra i suoi allievi il più famoso è Matteo Bonechi.

## Stile
Adottò lo sfumato d'impronta furinesca con colori freddi. Il Botti condivide infatti l'uso di una pennellata soffice e sfrangiata, dominata da sottili trasparenze e dalla luce mobile e spesso violenta. Seguì lo stile prevalente in quel periodo a Firenze accostatosi in un primo tempo allo stile di Gherardo delle Notti e in un secondo tempo anche a quello negromantico di Salvator Rosa che fra il 1640 e il 1649 aveva importato questo stile a Firenze

## Opere principali
- Firenze, Basilica di San Marco (pala d'altare), Madonna con Gesù Bambino in gloria e santi
- Firenze, Chiesa di San Niccolò Oltrarno, Compianto degli angeli su Cristo morto e Orazione nell'orto, pendant, 76 x 120 cm
- Firenze, Comando Regionale dei Carabinieri in Oltrarno (dai depositi delle Gallerie Fiorentine), Il Tempo rapisce la Bellezza e Il Tempo smaschera la Menzogna, pendant (firmato e datato 1682 sul telaio)
- Firenze, Convento della Basilica si Santo Spirito, cappella Corsini (dalla chiesa soppressa di San Niccolò in Cocomero), Adorazione dei pastori (firmato), Martirio di santa Margherita (firmato)
- Firenze, Galleria CorsinI, Apparizione della Vergine con Gesù Bambino a san Domenico, 231 x 173 cm
- Firenze, Gallerie degli Uffizi (Corridoio Vasariano), Autoritratto, 73,2 x 57,8 cm
- Firenze, Gallerie Fiorentine (depositi), Santa Caterina d'Alessandria e Santa Cecilia, ovali a pendant, 71 x 53 cm, Danae, Minerva, 74 x 58 cm
- Firenze, Misericordia, Addolorata, 46 x 35 cm (bottega)
- Firenze, Ospedale di San Giovanni di Dio, Ester e Assuero e David e Abigail, pendant, 127 x 120 cm
- Firenze, Ospedale di Santa Maria Nuova, Santa Maria penitente, 84 x 71 cm, Tobiolo e l'arcangelo Raffaele, 100 x 70 cm
- Firenze, Collezione G. Luzzetti, San Giovannino nel deserto, 104 x 81 cm, Santa Caterina d'Alessandria, 92,5 x 79,5 cm, Sant'Antonio di Padova con Gesù Bambino, 36,5 x 28 cm (firmato e datato 1695)
- Firenze, Collezione Noferi, Il ritorno di Jefte, 43 x 51 cm
- Firenze, collezione Luigi Baldacci, Giuditta e Oloferne, 174 x 131 cm
- Firenze, Frascione antiquario, Presepio, 75 x 138 cm, Raccolta della manna, 108 x 149 cm
- Firenze, Giovanni Pratesi antiquario, Diana e Atteone e Giudizio di Paride, pendant, 74 x 100 cm
- Firenze, Galleria Moretti, Santa Dorotea condotta al martirio, ottagono, 77 x 93 cm
- Firenze, asta Sotheby's, 30.9.1986, n. 447, Giuditta e Oloferne, 167 x 123 cm
- Impruneta (Firenze), Chiesa di San Cristoforo a Vicciano (pala d'altare), Immacolata Concezione e santi
- Leonessa (Rieti), Chiesa di San Pietro (pala d'altare), Sacra Famiglia e santi
- Milano, Finarte, 29.11.1990, n. 144, Artemisia, ottagono, 117 x 100 cm
- Montepulciano (Siena), Museo Civico, Sofonisba, 93,5 x 71,5 cm
- Sesto Fiorentino (Firenze), Chiesa di San Bartolomeo (pala d'altare), Madonna con il Bambino e i santi Francesco e Antonio di Padova
- Pistoia, Fondazione CARIPIT, Minerva, 107 x 80,7 cm (già Firenze, collezione Bigongiari)
- Prato, Palazzo Pretorio, Museo Civico, San Romolo in gloria sulla città di Prato con la Trinità, 131 x 78 cm
- Pratovecchio (Arezzo), Propositiva del Santissimo nome di Gesù, Circoncisione, 256 x 170 cm (firmato), La Vergine del Rosario tra i santi Domenico e Caterina, 258 x 171 cm (firmato)
- Roma, Montecitorio, Palazzo della Camera dei Deputati  (in deposito dalle Gallerie Fiorentine), Venere e Marte, 116 x 87 cm
- Vallombrosa (Firenze), Abbazia, San Giovanni Gualberto che libera un monaco dalle fiamme del Purgatorio (firmato e datato 1701)
- Bagnères de-Bigorre, Musée Sales , La Vergine in atto di adorare Gesù Bambino, 46 x 53 cm
- Barnard Castle, Bowes Museum, Morte di Cleopatra
- Londra, Christie's, 22.4.1994, n. 207, Sansone e Dalila, 91,5 x 113,9 cm
- Eindhoven, collezione privata, Giaele e Sisara
- Montecarlo, Galleria Paolo Rosa, La Giustizia, 71 x 86,5 cm
- Genéve, Rob Smeets, Giuditta con la testa di Oloferne, 56,5 x 70,8 cm (già Londra, Christie's, 9.12.2005, n. 220)
- Greenville (South Carolina), The Bob Jones University, Santa Dorotea con l'angelo, 88,9 x 52,7 cm
- New York,  Sotheby's, 16.6.1977, n. 111, Giacobbe e Rachele al pozzo